# Anatoli Iablunovski
Anatoli Volodimírovitx Iablunovski (en ucraïnès Анатолій Володимирович Яблуновський) (23 d'octubre de 1949) fou un ciclista soviètic, d'origen ucraïnès.
En el seu palmarès destaquen tres medalles als Campionats del Món en pista.